# 고재호 (법조인)
고재호(高在鎬, 1913년 8월 7일~1991년 10월 18일)는 일제강점기와 대한민국의 법조인이다. 본관은 장흥, 호는 취봉(翠峯)이다.

## 생애
1913년 8월 7일 전라남도 담양군에서 태어나 1937년에 경성제국대학 법학과를 졸업했다. 1939년 조선변호사시험과 고등문관시험 사법과에 모두 합격하였고, 판사로 임용되었다. 신민당 인권옹호위원장을 지낸 고재청과 형제 관계이다.
1941년 대구지방법원 판사를 시작으로 주로 대구 지역에서 근무했다. 대한민국 정부 수립 후 대구지방법원장, 대구고등법원 부장판사, 대구고등법원장을 거쳐 제1공화국에서 1954년부터 1960년까지 대법관을 지냈다. 대법관으로 재임하면서 법전편찬위원과 고등고시위원을 역임했다.
1960년에는 중앙선거관리위원회 위원장으로 활동하였으며, 대법관 퇴임 후 1961년에 서울에서 변호사 개업을 했다. 1965년에 서울변호사협회 회장이 된 데 이어 1965년과 1973년 두 차례에 걸쳐 대한변호사협회 회장으로 선출되었다. 저서로 회고록 《법조반백년》(1985)이 있다.
1979년 10월말에 동아일보와의 인터뷰에서 "국민의 창의력을 개발해가고 능력을 최대한 발휘시키는 것이 민주정치"라고 하면서 "자유민주주의를 지향해야만 북의 위협을 막을 수 있다는 견해와 민족의 생존권 보장을 위해서는 국민의 기본적 자유를 어느 정도 제한하는 현행 체제가 불가피하다는 견해가 대립하지만 어디까지나 전자가 기본이 돼야 할 것"이라고 말했다.
1983년 국민훈장 무궁화장을 받았다. 대법관 시절 정부의 간섭에 반대했고 대한변협 회장 때는 한일협정 반대의견서를 발표하는 등의 행적으로, 흔히 사법권 독립을 위한 초석을 다진 원로 법조인으로 평가된다. 2008년 발표된 민족문제연구소의 친일인명사전 수록예정자 명단 중 법조인 부문에 포함되어 있다.

## 같이 보기
- 대한변호사협회

## 참고자료
- 고재호(高在鎬) - 국사편찬위원회
- 고재호(高在鎬) - 한국학중앙연구원